# Regierungsbezirk Aachen

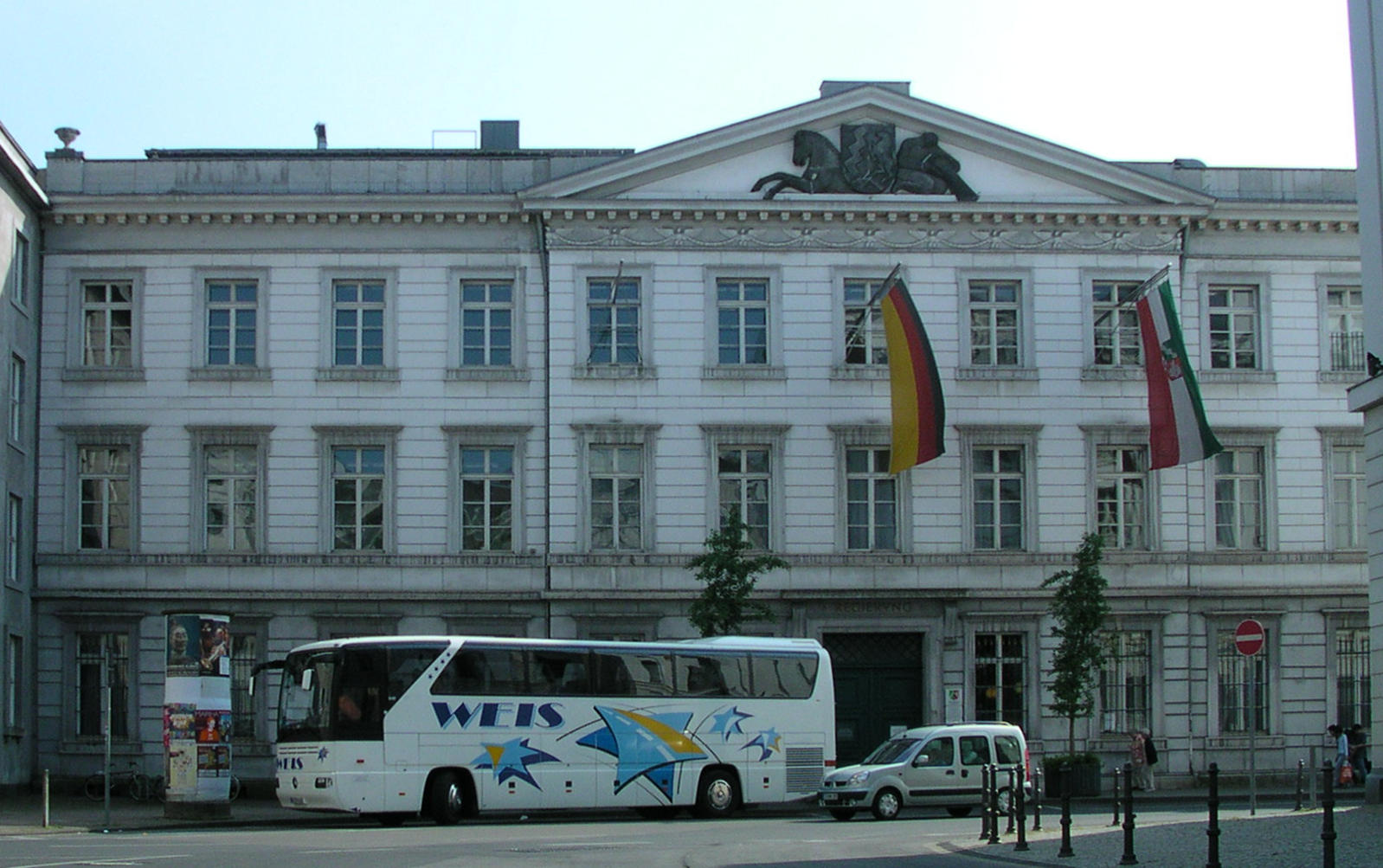
Regierungsgebäude am Stadttheater

Der Regierungsbezirk Aachen war eine Mittelbehörde der preußischen Rheinprovinz. Er wurde 1816 errichtet und hatte auch nach dem Zweiten Weltkrieg als Regierungsbehörde des Landes Nordrhein-Westfalen Bestand. Der Regierungsbezirk Aachen wurde am 1. August 1972 aufgelöst und fast vollständig dem Regierungsbezirk Köln zugeschlagen.

## Geschichte
Der Regierungsbezirk Aachen wurde am 10. Januar 1816 im Zuge der preußischen Reformen aufgrund der „Verordnung wegen verbesserter Einrichtung der Provinzialbehörden“ vom 30. April 1815 in der nördlichen Provinz Jülich-Cleve-Berg errichtet. Nach dem Zweiten Pariser Frieden, der eine Umorganisation der Rheinprovinzen nach sich zog, wurde er noch im gleichen Monat dem Großherzogtum Niederrhein zugeordnet. Die Regierung in Aachen nahm am 22. April 1816 ihre Arbeit auf.
Mit königlichem Erlass vom 24. Februar 1822 wurde der Regierungsbezirk Aachen einer von fünf Regierungsbezirken der Rheinprovinz mit der Provinzhauptstadt Köln.
Aachen, das zunächst dem Regierungsbezirk Köln zugeschlagen worden war, spielte bei den Verhandlungen über die Verwaltungsreform in Preußen eine bedeutende Rolle. Es richtete zum Beispiel 1842 eine Petition an König Friedrich Wilhelm IV., die das Recht der Wahl der Bürgermeister und Stadtverordneten betraf.
1820 wird der Regierungsbezirk Aachen mit einer Fläche von 74 Quadratmeilen beschrieben, auf der 312.566 Menschen leben. Er grenzte im Norden an den Regierungsbezirk Cleve, im Osten an die Regierungsbezirke Düsseldorf, Cöln und Coblenz, im Süden an den Regierungsbezirk Trier und im Westen an das Königreich Niederlande.
In der topographisch-statistische Übersicht des Regierungsbezirks Aachen von 1820  findet sich folgende Auflistung:
| Kreis               | Fläche in Quadratmeilen | Öffentliche und private Gebäude | Einwohner gesamt | davon Katholiken | Protestanten | Juden |
| ------------------- | ----------------------- | ------------------------------- | ---------------- | ---------------- | ------------ | ----- |
| Stadtkreis Aachen   | 0,12                    | 2.896                           | 32.015           | 31.287           | 614          | 114   |
| Landkreis Aachen    | 5,09                    | 8.760                           | 44.879           | 43.126           | 1.638        | 115   |
| Kreis Düren         | 9,39                    | 10.931                          | 38.347           | 37.371           | 587          | 389   |
| Kreis Erkelenz      | 5,76                    | 6.339                           | 29.917           | 28.316           | 1.523        | 78    |
| Kreis Eupen         | 3,38                    | 2.791                           | 17.292           | 16.950           | 342          | –     |
| Kreis Geilenkirchen | 3,38                    | 5.310                           | 21.140           | 20.526           | 485          | 129   |
| Kreis Gemünd        | 15,03                   | 8.143                           | 29.424           | 27.939           | 1.345        | 140   |
| Kreis Heinsberg     | 4,54                    | 5.618                           | 28.274           | 27.434           | 638          | 202   |
| Kreis Jülich        | 5,56                    | 8.276                           | 30.526           | 29.297           | 737          | 492   |
| Kreis Malmedy       | 14,89                   | 2.672                           | 13.158           | 13.155           | 3            | –     |
| Kreis Montjoie      | 6,79                    | 2.957                           | 17.312           | 16.147           | 1.165        | –     |
| Kreis St. Vith      | –                       | 2.446                           | 10.282           | 10.261           | 21           | –     |
| Summen              | 73,93                   | 67.139                          | 312.566          | 301.809          | 9.098        | 1.659 |

Der 1816 eingerichtete Kreis Blankenheim wurde 1818 wieder aufgelöst und mit dem Kreis Gemünd vereinigt. 1821 kam der Kreis St. Vith zum Kreis Malmedy. 1829 wurde der Kreis Gemünd in Kreis Schleiden umbenannt. 1920 fielen die Kreise Malmedy und Eupen gemäß den Bestimmungen des Versailler Vertrags an Belgien. 1932 schloss sich der Kreis Geilenkirchen mit dem Kreis Heinsberg zusammen und nannte sich seit 1949 „Selfkantkreis Geilenkirchen-Heinsberg“. Auch innerhalb der Kreise kam es zu zahlreichen Umstrukturierungen.
Bei der Gebietsreform in Nordrhein-Westfalen wurden der Regierungsbezirk Aachen mit Wirkung vom 1. August 1972 durch das Aachen-Gesetz aufgelöst und sein Gebiet (außer einem kleinen Teil des Kreises Heinsberg) dem Regierungsbezirk Köln zugeordnet. Die in den Kreis Euskirchen eingegliederten Gemeinden des Kreises Schleiden kamen bereits am 1. Januar 1972 zum Regierungsbezirk Köln.
Nachfolgender Überblick entstammt der Publikation Bevölkerung und Erwerbstätigkeit 1850–1970, historische Statistik von 1999.
| Kreis                                 | Schl.-Nr. (bis 1972) | Fläche in km² | Einwohner am 27. Mai 1970 (VZ) | Anzahl der Gemeinden am 6. Juni 1961 (VZ) |
| ------------------------------------- | -------------------- | ------------- | ------------------------------ | ----------------------------------------- |
| Kreisfreie Stadt Aachen               | 05 4 11              | 58,72         | 173.475                        | 1                                         |
| Landkreis Aachen                      | 05 4 31              | 337,14        | 275.425                        | 19                                        |
| Kreis Düren                           | 05 4 32              | 542,16        | 159.313                        | 83                                        |
| Kreis Erkelenz                        | 05 4 33              | 321,14        | 96.659                         | 22                                        |
| Kreis Jülich                          | 05 4 34              | 326,96        | 77.060                         | 46                                        |
| Kreis Monschau                        | 05 4 35              | 290,32        | 32.136                         | 19                                        |
| Kreis Schleiden                       | 05 4 36              | 822,56        | 64.718                         | 71                                        |
| Selfkantkreis Geilenkirchen-Heinsberg | 05 4 37              | 398,96        | 137.604                        | 41                                        |
| Regierungsbezirk                      | 05 4 00              | 3.097,97      | 1.016.390                      | 302                                       |

Der ab 1976 gebildeten grenzüberschreitenden Kooperation Euregio Maas-Rhein gehört das gesamte Gebiet des ehemaligen Regierungsbezirks Aachen an. Seit 1981 koordinieren sich innerhalb der Euregio die heute zu Deutschland gehörenden Teile des ehemaligen Regierungsbezirks in der Regio Aachen.

## Regierungspräsidenten
- 1816–1834: August von Reiman
- 1834–1837: Adolf Heinrich von Arnim-Boitzenburg
- 1837–1844: Christoph von Cuny
- 1844–1848: Busso von Wedell
- 1848–1866: Friedrich von Kühlwetter
- 1866–1872: Moritz von Bardeleben
- 1872–1878: Adolf Hilmar von Leipziger
- 1878–1892: Otto von Hoffmann
- 1892–1907: Julian von Hartmann
- 1907–1917: Max von Sandt
- 1917–1922: Adolf von Dalwigk zu Lichtenfels
- 1922–1928: Wilhelm Rombach
- 1928–1933: Georg Stieler
- 1933–1936: Eggert Reeder
- 1936–1945: Franz Vogelsang
- 1945–1950: Ludwig Philipp Lude
- 1950–1955: Heinrich Brand
- 1955–1967: Hubert Schmitt-Degenhardt
- 1968–1972: Josef Effertz